# 正しい怪異の祓い方
『正しい怪異の祓い方』（ただしいかいいのはらいかた）は、スズキヒサシによる日本のライトノベル。イラストは、壱が担当している。電撃文庫（アスキー・メディアワークス）より刊行されている。

## ストーリー
主人公・成田綾が義姉・成田倫子に掛けられた呪いを解くことが主軸である。

## 登場人物
成田綾
本作の主人公である小学生。霊的不感症。義姉の倫子を探す為、東奔西走する。
成田倫子
綾の義姉。
甲坂絹糸
犬神使い。
二階堂其人
甲坂絹糸の下僕。犬神の干渉をあまり受けないため、襲われた事は数回しかない。
遠野
中学生。綾のメル友で、義姉を探しに行った綾を心配してついて来た。
音無康成
神社の宮司。悪霊に対して異様なまでの潔癖感がある。
朝倉隆起
笹井陸
倫子の悩みの相談相手。
三重子
倫子に呪いを掛けた人物。
笹木恒雄
霊能力者。

## 用語
霊的不感症
幽霊が全く見えない体質。
犬神筋
犬神と呼ばれる動物霊を使役する一族。
オマキサマ
牡牛の霊。康成曰く神格のある動物霊。

## 既刊一覧
『正しい怪異の祓い方―結びの七つ穴の紐』2003年10月発行　ISBN 4-8402-2497-8